# Mistrzostwa Polski w Tenisie Stołowym 2001
Mistrzostwa Polski w Tenisie Stołowym 2001 – 69. edycja mistrzostw, która odbyła się w dniach 2–4 marca 2001 roku w Gdańsku.

## Medaliści
| Konkurencja             | Złoty                                                              | Srebrny                                                             | Brązowy |
| Gra pojedyncza mężczyzn | Lucjan Błaszczyk (TTC Grenzau)                                     | Michał Dziubański (TTC Fulda)                                       | Łukasz Godlewski (Morliny Ostróda) Tomasz Redzimski (Gaz Polski Zielona Góra)                                                              |
| Gra pojedyncza kobiet   | Anna Januszyk (AZS Wrocław)                                        | Kinga Stefańska (Siarka Tarnobrzeg)                                 | Wioletta Matus (Bronowianka Kraków) Paulina Narkiewicz (AZS Wrocław)                                                                       |
| Gra podwójna mężczyzn   | Lucjan Błaszczyk (TTC Grenzau) Tomasz Krzeszewski (TTC Hoengen)    | Michał Dziubański (TTC Fulda) Krzysztof Kaczmarek (Odra Księginice) | Daniel Górak (KS Zielona Góra) Łukasz Godlewski (KS Zielona Góra) Grzegorz Adamiak (Olimpia Grudziądz) Marcin Kusiński (Olimpia Grudziądz) |
| Gra podwójna kobiet     | Anna Januszyk (AZS Wrocław) Wioletta Matus (Bronowianka Kraków)    | Joanna Pękała (AZS Konin) Anna Smykowska (AZS Częstochowa)          | Milena Feliks (Stal Zawadzkie) Antonina Szymańska (Stal Zawadzkie) Patrycja Molik (AZS Częstochowa) Monika Pietkiewicz (LUKS Stawiguda)    |
| Gra mieszana            | Lucjan Błaszczyk (TTC Grenzau) Monika Pietkiewicz (LUKS Stawiguda) | Michał Dziubański (TTC Fulda) Kinga Stefańska (Siarka Tarnobrzeg)   | Łukasz Godlewski (Morliny Ostróda) Marta Piłka (Bronowianka Kraków) Tomasz Redzimski (KS Zielona Góra) Izabela Frączak (AZS Wrocław)       |